# Abił Ibragimow
Abił Ibragimow (ros. Абил Ибрагимов; ur. 11 lipca 1981) – kazachski, a potem azerski zapaśnik w stylu wolnym. Olimpijczyk z Sydney 2000, gdzie zajął osiemnaste miejsce w kategorii 58 kg. Od 2004 roku startował dla Azerbejdżanu.
Trzykrotny uczestnik Mistrzostw Świata, jedenasty w 2001 roku. Trzy razy brał udział w Mistrzostwach Europy, ósmy w 2008. Szósty w Pucharze Świata w 2009 roku.